# Orquestra Jovem Asiática
A Orquestra Jovem Asiática (em inglês:  Asian Youth Orchestra) foi fundada por Yehudi Menuhin e Richard Pontzious em 1987, apresentando-se pela primeira vez em agosto de 1990, conduzida pelo próprio Menuhin. O diretor é Richard Pontzious e o maestro principal é James Judd. 
A orquestra é formada por cem músicos, os melhores das orquestras de Singapura, Japão, Coreia, Hong Kong, China, Tailância, Filipinas, Vietnã, Taiwan e Malásia. A orquestra já apresentou-se com violoncelistas como Yo-Yo Ma, Mischa Maisky; violinistas como Gidon Kremer, Gil Shaham, Leila Josefowicz, Young Uck Kim, Akiko Suwanai e Cho-Liang Lin; soprano Elly Ameling; pianistas como Alicia de Larrocha, Cecile Licad, Leon Fleisher e Jon Nakamatsu e trompetitas como Hakan Hardenberger. Maestros que já conduziram a orquestra incluem Okko Kamu, Sergiu Comissiona, Alexander Schneider, Eri Klas, Helen Cha-Pyo, Tan Dun, entre outros.
Desde sua inauguração em 1990, a orquestra apresentou-se em 136 cidades, apresentando 209 concertos para aproximadamente 750 mil pessoas. Anualmente, entre mil e mil e quinhentos jovens músicos fazemm audições para ingressarem na orquestra. A faixa etária é entre quinze e vinte e cinco anos.